# Онісі Дзюнко (плавчиня)
Онісі Дзюнко (18 жовтня 1974) — японська плавчиня.
Призерка Олімпійських Ігор 2000 року, учасниця 2004 року.
Призерка Чемпіонату світу з водних видів спорту 2001 року.
Призерка літньої Універсіади 1997 року.